# Альберобелло
Альберобе́лло (итал. Alberobello) — коммуна в провинции Бари, итальянской области Апулия. Коммуна знаменита уникальными сооружениями — труллами, включёнными в список Всемирного наследия ЮНЕСКО с 1996 года.
Население коммуны составляет 10 654 человек (2004 год), плотность населения —261 чел./км². Занимает площадь 40 км². Почтовый индекс — 70011. Телефонный код — 00080.
Святыми покровителями города почитаются Косма и Дамиан. Праздник города ежегодно празднуется 25 сентября — 27 сентября.

## Города-побратимы
- Сиракава-го и Гокаяма, Япония (2005)
- Монте-Сант'Анджело, Италия (2013)
- Андрия, Италия (2013)